# Hans Hartleben
Hans Hartleben, nemški general in vojaški zdravnik, * 25. januar 1896, Halle, † 31. marec 1983, Freiburg im Breisgau.